# Anciennes tombes de Longtoushan
Les anciennes tombes de Longtoushan (chinois : 龙头山古墓群) sont un groupe de douze tombes royales du royaume de Balhae (698-926). Elles se trouvent à Helong dans la préfecture autonome coréenne de Yanbian. La plus célèbre de ces tombes est le mausolée de la princesse Jeonghyo.
Les tombes sont groupées à l'intérieur d'un cercle de près de 500 mètres de diamètre dans trois zones différentes : celle du lac du dragon, celle de la mer du dragon et celle du royaume de pierre. Les murs, en particulier les fresques ont été recouvertes d'un produit pour lutter contre la corrosion.
Ce site est inscrit dans la liste des monuments de la république populaire de Chine (3-244) depuis 1988. 

## Le mausolée de la princesse Chonghyo
Ce mausolée a été réalisé en 793. Il contient les premières peintures murales réalisées par des artistes de Balhae. Les fouilles ont été réalisées en octobre 1980. La chambre funéraire est souterraine. Haute de 10,5 m, elle mesure 5,0 × 2,6 m et est couverte de briques vert-bleues. Elle était recouverte d'une pagode rectangulaire dont seuls les fondements subsistent. À cause de pillages, les os étaient dispersés lorsque les archéologues sont venus. Ceux-ci correspondent à celui d'une femme, probablement la princesse mais aussi à un jeune garçon, un domestique ou un enfant, et à un cheval. Malgré les pillages, des objets en or et en cuivre ainsi que des bijoux, des poteries et des figurines ont été retrouvées. 
Chaque mur contient une peinture et présente treize personnages, des guerriers, des domestiques, des musiciens et des servantes portant des robes rouges, bleues, jaunes, pourpres et brunes. 
Une épitaphe de 728 caractères a été écrite sur un bloc de granit haut de 105 cm et large de 58 cm. Utilisant le style régulier, il décrit la vie de la princesse sous la forme d'un poème et sur dix-huit lignes horizontales.
Jeonghyo (정효공주, 貞孝公主) était la quatrième fille du roi Mun. Ce nom lui a été donné à titre posthume pour souligner sa vertu et sa piété filiale. Elle est morte le 6 juillet 792 et a été placée à cet endroit le 11 janvier 810. Cette épitaphe corrige les données contenues dans le Livre du royaume de Balhae qui indiquait 793 comme année de sa mort.